# Rättssystem

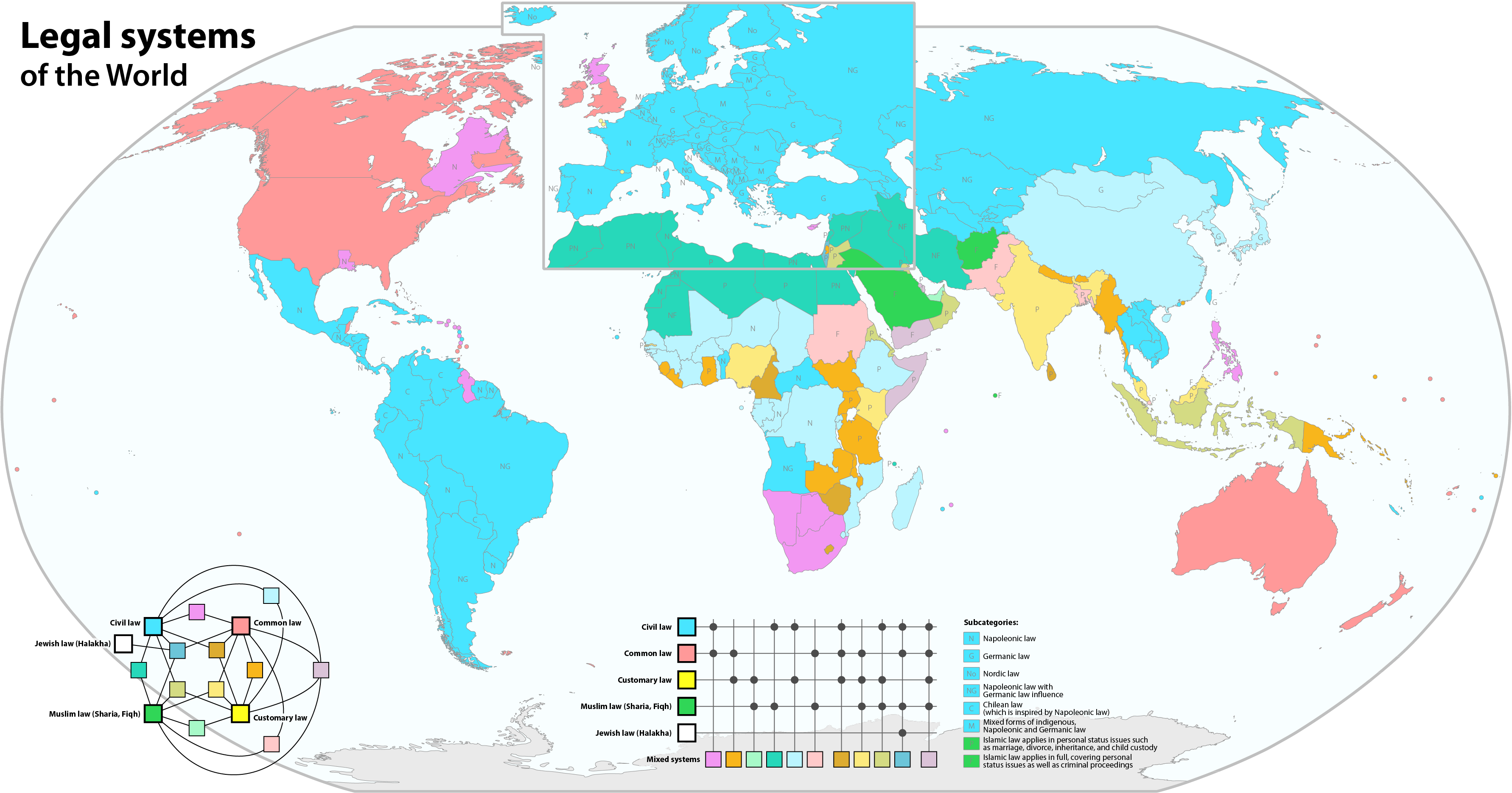
De stora rättssystemens spridning i världen. Blått betecknar länder med civil law (kontinentaleuropeisk rätt), rött länder med common law (angloamerikansk rätt), grönt länder med religiöst rättssystem och orange länder med blandat rättssystem.

Rättssystem, eller rättsordning, är det system av rättsliga normer som är gällande vid viss tid på viss plats. Man talar bland annat om det svenska rättssystemet. Det finns tre större rättssystem i världen idag: kontinentaleuropeisk rätt, angloamerikansk rätt och religiösa rättssystem.

## Kontinentaleuropeisk rätt
- Europeiska unionsrätten
- Germansk rätt
- Nordisk rätt
- Romansk rätt
- Romersk rätt

### Sveriges rättssystem
De böcker och andra dokument som innehåller dessa normer kallas rättskällor. De viktigaste rättskällorna i Sverige är: 
1. lagar,
2. rättspraxis, dvs. hur domstolar och myndigheter faktiskt har uttolkat de rättsliga normerna,
3. förarbeten, i synnerhet vad departementschefen uttalat i den proposition som lämnats till riksdagen inför antagandet av en lag,
4. doktrin, dvs. rättsvetenskapliga författares tolkningar av normerna.

## Angloamerikansk rätt
- Amerikansk rätt
- Engelsk rätt

## Religiösa rättssystem
- Mosaiska lagen
- Sharia

## Pluralistiska system
- Skotsk rätt